# Lothar Schäfer
Lothar Schäfer (* 30. März 1934; † 12. Juni 2020) war ein deutscher Philosoph. 
Er studierte Chemie an der Universität München; Er schloss sein Studium 1962 ab und erlangte 1965 seinen Doktortitel (Ph.D.).  
Von 1976 bis zu seiner Emeritierung war er Professor für Philosophie an der Universität Hamburg. Sein bekanntestes Werk ist Das Bacon-Projekt. Darin beurteilt er das Ideal von Francis Bacon kritisch und erhebt den allgemeinen Benefit als Ökonomiepräferenz gegenüber dem reinen Profit. Von technischen Neuerungen forderte er, dass sie dem allgemeinen Benefit der Menschen dienten.
Lothar Schäfer hat sich um die Herausgabe und Kommentierung der Werke von Ludwik Fleck verdient gemacht.

## Schriften
- Kants Metaphysik der Natur. De Gruyter, Berlin 1966 (= Diss. Tübingen 1966).
- Erfahrung und Konvention. Zum Theoriebegriff der empirischen Wissenschaften. Frommann-Holzboog, Stuttgart 1974, ISBN 3-7728-0551-5 (problemata 34).
- Karl R. Popper. Beck, München 1988, ISBN 3-406-33215-3 (BsR 516).
- Das Bacon-Projekt. Von der Erkenntnis, Nutzung und Schonung der Natur. Suhrkamp, Frankfurt am Main 1993, ISBN 3-518-58141-4; ebd. 1999, ISBN 3-518-29001-0 (stw 1401).
- Das Paradigma am Himmel. Platon über Natur und Staat. Alber, Freiburg im Breisgau 2005, ISBN 3-495-48135-4.
- Jahrgang 1934. Erinnerungen an mein Dorf. Imhof, Petersberg 2013, ISBN 978-386-56893-4-4.